# Setophaga coronata
La reinita coronada (Setophaga coronata), también denominada chipe grupidorado, chipe de rabadilla amarilla, cigüita mirta, reinita culiamarilla, reinita lomiamarilla, reinita rabiamarilla, bijirita coronada, y chipe coronado, es una especie de ave de la familia de los parúlidos o Parulidae, donde se ubican a los chipes, mascarita, parulas y pavitos. Se distribuye ampliamente por América del Norte, y consta de cuatro subespecies, siendo las dos norteñas migratorias y las dos sureñas sedentarias.
La plataforma de Naturalista registra también algunas observaciones de la especie para Centroamérica. México cuenta con registros de para todos los estados del país. En cuanto a su estatus de conservación, la IUCN 2019-1 tiene catalogada a la especie como de Preocupación menor.